# テケテケ (映画)
『テケテケ』は、日本のホラー映画。都市伝説「テケテケ」を元にした作品で、2009年3月21日に公開された。主演は大島優子。
ストーリー上続編にあたる『テケテケ2』も同日に公開された。主演は岩田さゆり。
キャッチコピーは「この都市伝説に、逃げ場はない！」。

## 『テケテケ』

### あらすじ
高校生の大橋可奈は友人の綾花から同じ中学出身の圭太と付き合えるようセッティングを頼まれる。
学校帰りに3人でお茶をしていると、都市伝説“テケテケ”の話題になる。
赤いものを身につけて歩道橋を渡ると現れ、振り返ると腰から真っ二つに切り裂くという謎の存在“テケテケ”。
その日の帰り道、ケンカ別れした可奈と綾花。謝ろうと道を戻る綾花だったが、何者かが綾花に襲いかかろうとしていた。

### キャスト
- 大島優子 - 大橋可奈 役
- 山崎真実 - 平山理絵 役
- 西田麻衣 - 関口綾花 役
- 一慶 - 内海圭太 役
- 水木薫 - 可奈の母親 役
- 沢柳廸子
- つじしんめい
- 阿部進之介 - 武田慎 役
- 七世一樹
- 八雲ふみね
- 佐藤丈太
- 北岡亜弓
- 豊川智大
- 入江麻友子
- 森絹江
- 茅野雅生
- 小島可奈子（友情出演）- 清水弘美 （冒頭の被害者）役
- 螢雪次朗 - 教授 役
- 長宗我部陽子

## 『テケテケ2』

### あらすじ
可奈はあるテケテケ出現のキーワードを発見して命拾いするがその1年後に思わぬ形でテケテケの餌食になってしまう。
通学途中に可奈の事件現場を通った菜月と玲子はその話題で盛り上がる。
そんな折、玲子がエリカたちのグループともめ事を起こし、ある朝エリカの上半身だけの死体が発見される。

### キャスト
- 岩田さゆり - 水谷菜月 役
- 仲村みう - 中島玲子 役
- 長宗我部陽子
- 松嶋初音
- 真知りさ
- 山本彩乃
- さゆみ
- 朝倉みかん
- 安藤成子
- 天野沙織里
- 水木薫
- つじしんめい
- 大島優子 - 大橋可奈 役
- 蛍雪次朗 - 教授 役
- 阿部進之介 - 武田慎 役

## スタッフ
- 監督：白石晃士
- 製作：松下順一
- 企画：加藤東司
- プロデューサー：佐藤嘉一・小貫英樹
- 脚本：秋本健樹
- 音楽：清水真理
- 撮影：百瀬修司
- 照明：森川浩明
- 録音：中川究矢
- 美術：高木理己
- 編集：太田義則
- 助監督：安藤正恭
- 制作担当：佐藤潤
- 制作協力：円谷エンターテインメント
- 制作：本田エンターテインメント
- 製作：アートポート